# El Laberinto
El Laberinto är en ort i Mexiko.   Den ligger i kommunen Francisco Z. Mena och delstaten Puebla, i den sydöstra delen av landet, 200 km nordost om huvudstaden Mexico City. El Laberinto ligger 100 meter över havet och antalet invånare är 132.
Terrängen runt El Laberinto är kuperad åt sydväst, men åt nordost är den platt. Runt El Laberinto är det ganska tätbefolkat, med 54 invånare per kvadratkilometer. Närmaste större samhälle är La Ceiba, 8,5 km söder om El Laberinto. Omgivningarna runt El Laberinto är en mosaik av jordbruksmark och naturlig växtlighet.